# Distretto di Raron Orientale
Il distretto di Raron Orientale (in tedesco e ufficialmente Bezirk Östlich Raron, in francese Rarogne oriental) è un distretto del Canton Vallese, in Svizzera. Confina con i distretti di Briga a ovest e di Goms a nord-est e con l'Italia (Provincia del Verbano Cusio Ossola in Piemonte) a sud-est. Il capoluogo è Mörel-Filet.

## Geografia fisica
Il distretto di Raron Orientale è il penultimo distretto per il (seguito solo dal distretto di Sion) e l'ultimo per popolazione del Canton Vallese.
La massima elevazione del distretto è l'Aletschhorn (4.195 m). Altre cime comprendono il Dreieckhorn (3.811 m), l'Olmenhorn (3.314 m) e l'Helsenhorn (3.272 m).
Il fiume principale è il Rodano, che attraversa il distretto da Grengiols a Bitsch. Principali affluenti nel territorio del distretto sono il Binna, che segna in parte il confine con il distretto di Goms, ed il Massa, che forma parte del confine con il distretto di Brig.

## Infrastrutture e trasporti

### Strade principali
La strada principale 19 (Briga-Glis-Andermatt-Tamins) attraversa il territorio del distretto da Bitsch a Grengiols, passando per Mörel.

### Ferrovie
La linea ferroviaria Briga-Furka-Andermatt a scartamento ridotto, gestita dalla Matterhorn-Gotthard-Bahn, attraversa il territorio del distretto, con stazioni a Bitsch, Mörel, Betten Talstation e Grengiols.

## Località sciistiche
- Bettmeralp (Betten)
- Riederalp

## Geografia antropica

### Suddivisioni amministrative
Il distretto di Raron Orientale è diviso in 6 comuni (2014):

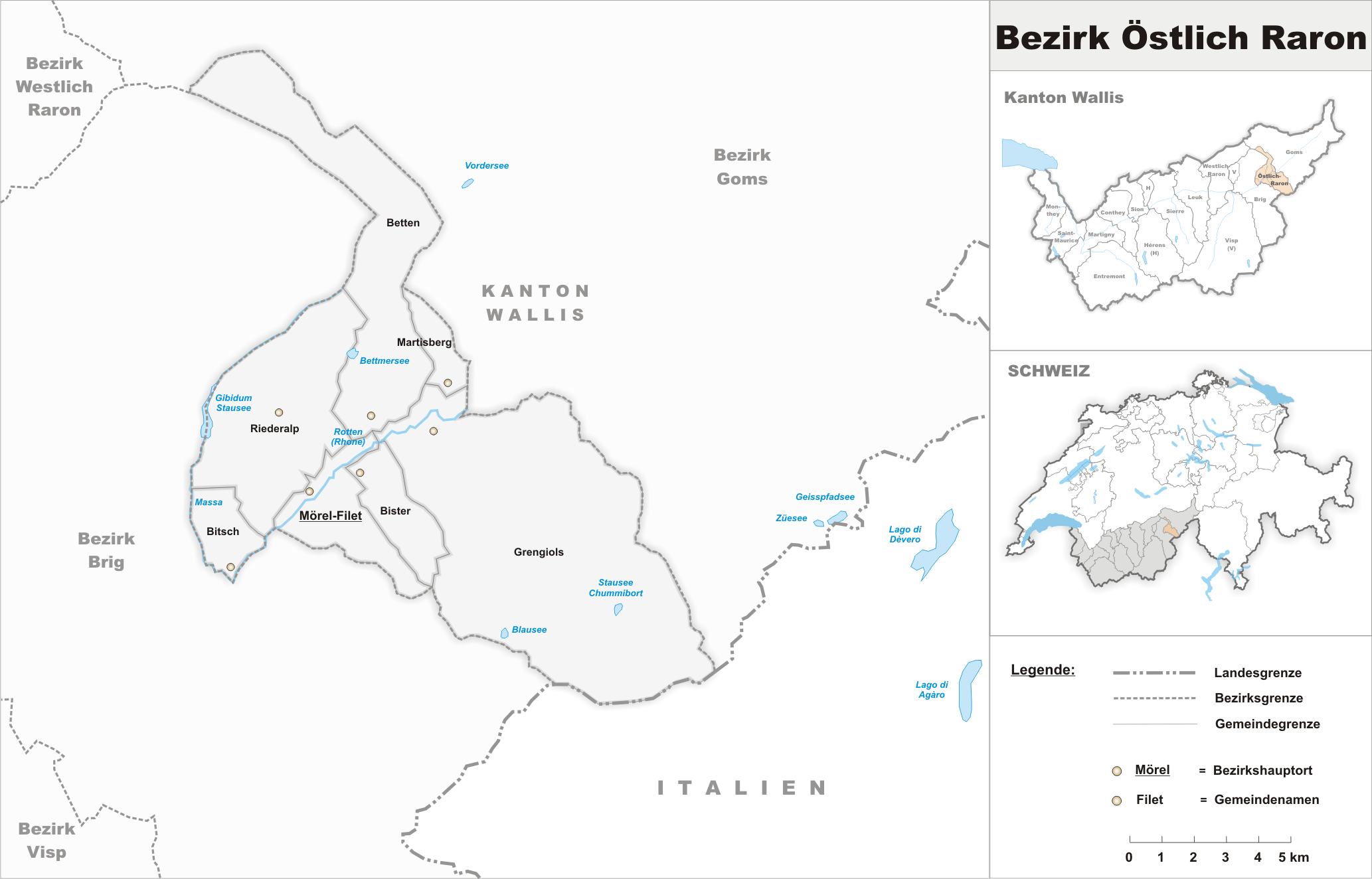
I comuni del distretto di Raron Orientale

| Nome del comune | Popolazione (dic. 2006) | Superficie km² | Densità ab./km² |
| --------------- | ----------------------- | -------------- | --------------- |
| Bettmeralp      | 464                     | 29,4           | 23,7            |
| Bister          | 27                      | 5,8            | 4,7             |
| Bitsch          | 811                     | 4,1            | 198             |
| Grengiols       | 477                     | 58,5           | 8,2             |
| Mörel-Filet     | 698                     | 8,4            | 83              |
| Riederalp       | 542                     | 21,0           | 26              |
| Totale          | 3.019                   | 127,2          | 24              |

## Variazioni amministrative

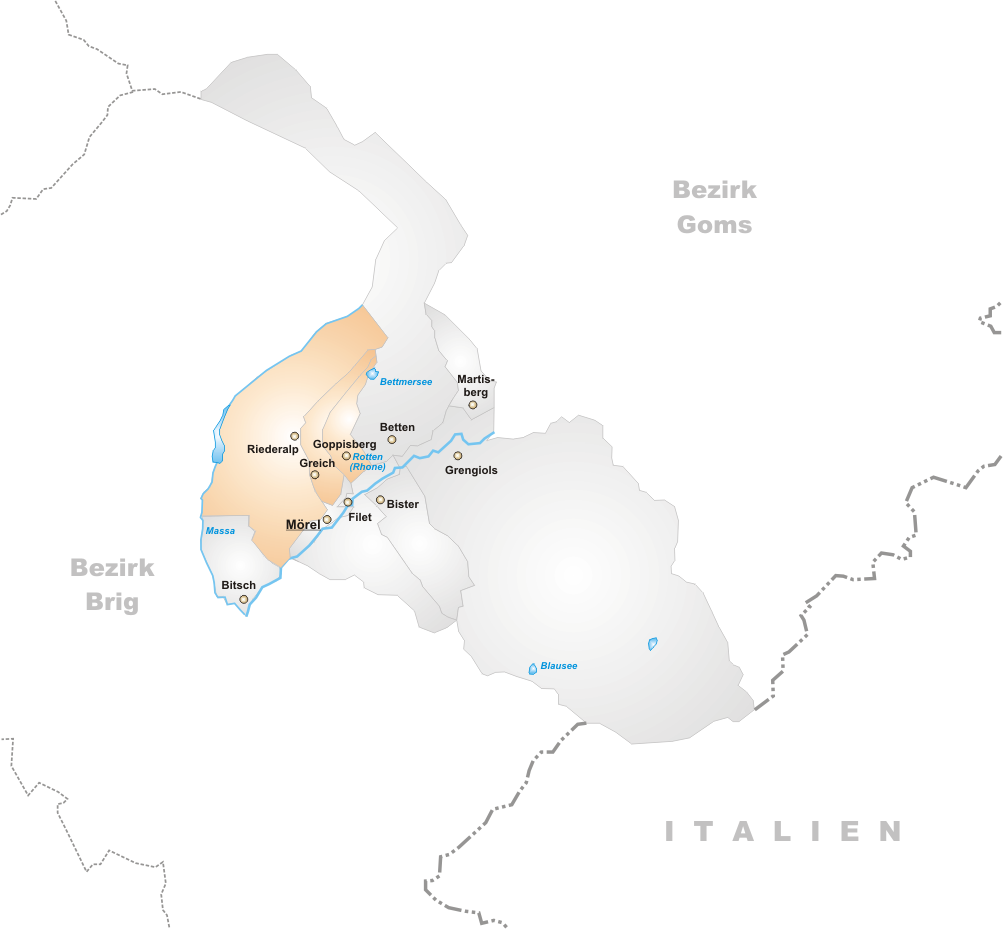
I comuni fino al 2003

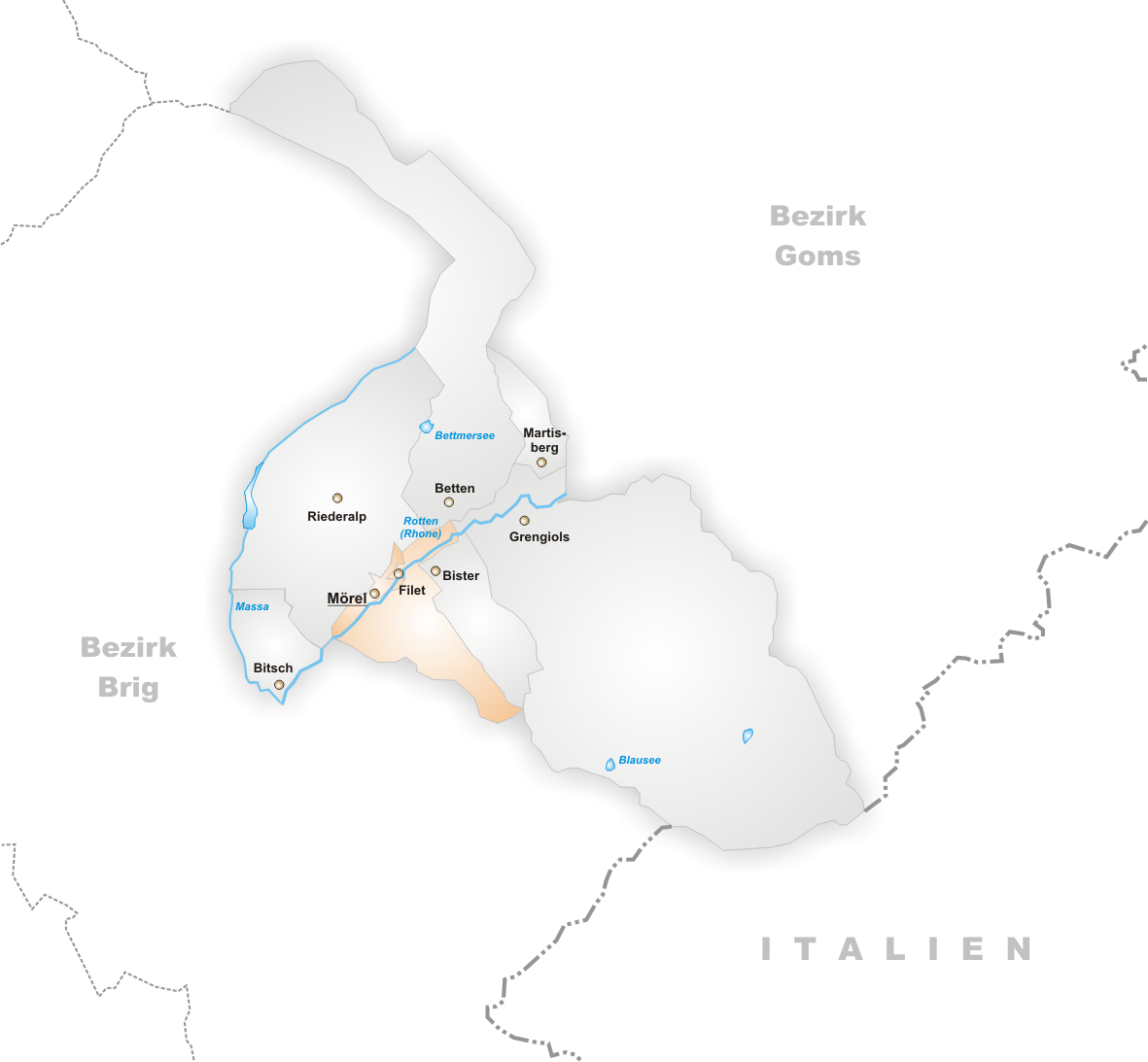
I comuni fino al 2008

- 1º novembre 2003: i comuni di Goppisberg, Greich e Ried-Mörel si fondono nel comune di Riederalp.
- 1º gennaio 2009: i comuni di Mörel e Filet si fondono nel comune di Mörel-Filet.
- 1º gennaio 2014: i comuni di Betten e Martisberg si fondono nel comune di Bettmeralp.